# الحركة النسائية للدفاع عن الحيوانات
بدأت أعمال حركة الدفاع عن الحيوانات – تبني حقوق الحيوان ورفاهية الحيوان ومكافحة تشريح الأحياء– بصورة متفاوتة وقادتها نساء، وخاصة في المملكة المتحدة.
تم تأسيس العديد من المجموعات البارزة للدفاع عن الحيوان، يتم النظر إليها جميعًا باعتبارها متطرفة في وقتها، وأدارتها نساء، بما يتضمن منزل الكلاب بمنطقة باترسي (ماري تيلبي، عام 1860) والجمعية الوطنية لمكافحة تشريح الأحياء (فرانسيس باور كوب، عام 1875) والاتحاد البريطاني للقضاء على تشريح الأحياء (فرانسيس باور كوب، عام 1898)
مكافحة تشريح الأحياء مستشفى باترسي العام (المعروفة باسم Antiviv) والجمعية البريطانية للدفاع عن الحيوان ومكافحة تشريح الأحياء (ليزي ليند آف هاجبي، عام 1903) ومعهد رفاهية الحيوان (كريستين ستيفنز، عام 1951) وجمعية الشعب للمعاملة الأخلاقية للحيوانات (إنجريد نيوكيرك، عام 1980). كما تميزت النساء بشكل بارز في الإجراءات التي تم تنفيذها باسم جبهة تحرير الحيوان واتحاد مكافحة مخربي الصيد.

## معلومات تاريخية

### الشخصية والنساء والحيوانات

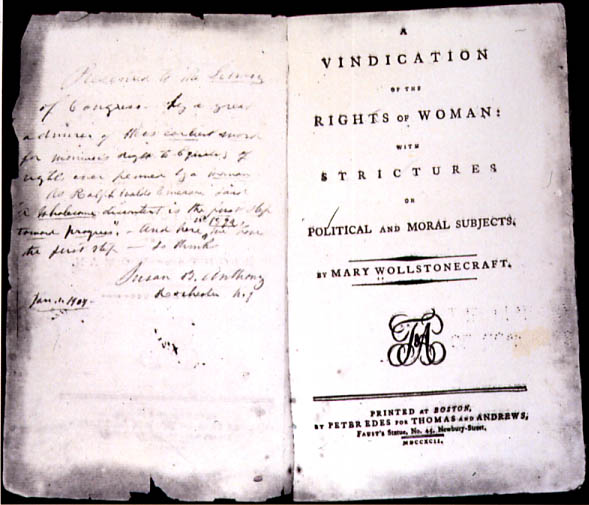
عندما كتبت ماري وولستونكرافت كتاب A Vindication of the Rights of Woman عام 1792، ظهر منشور مجهول المصدر بعنوان A Vindication of the Rights of Brutes على الفور كمحاكاة ساخرة.

تزعم كارول جيه أدامز أن الشخصية كان ينظر إليها حتى وقت قريب كحق محجوز للرجل الأوروبي، وكان كل شخص غيره يعتبر «آخر» – الأجناس الأخرى، الفصائل الأخرى، الجنس الآخر – جميعها يتم تحديدها من خلال قوى الطبيعة والخرافات، في مقابل عالم العلم والمنطق. كانت النساء والأشخاص السود والحيوانات والأشخاص سيئي السلوك باعتبارهم غير عاقلين وأقل مقامًا. وعندما كتبت ماري وولستونكرافت كتاب A Vindication of the Rights of Woman عام 1792، رد عليها الفيلسوف توماس تيلور مع إخفاء هويته في نفس العام بكتاب A Vindication of the Rights of Brutes، والذي برهن فيه على أن المناقشات المتعلقة باضطهاد النساء أو تحريرهن كانت تنطبق بشكلٍ متساوٍ على الحيوانات، وكان ينوي أن يقدمه ليكون بمثابة برهان خلف لموقف وولستونكرافت.

### المناديات بحق المرأة في التصويت والحيوانات
كتبت كارول لانسبيري أن حركة الحق في التصويت في المملكة المتحدة أصبحت مرتبطة عن قرب بحركة مكافحة تشريح الأحياء. وعندما كتبت عن مسألة الكلب البني، وهو خلاف حول أبحاث الحيوانات بلغ أشده في إنجلترا في عصر إدوارد، زعمت أن رسم صور تشريح الأحياء جعل النساء يتذكرن شيءًا ما. فقد كان الكلب الذي تم تشريحه حيًا وهو مكمم ومربوط إلى لوحة التشغيل بمثابة تذكير رمزي أعاد إليهم ذكرى السيدة المنادية بحق النساء في التصويت في الإضراب عن الطعام والتي تم تقييدها وإجبارها على تناول الطعام في سجن بريكستون، وكذلك النساء اللاتي تم ربطهن في كرسي طبيب النساء بواسطة أطبائهن الذكور من أجل الولادة ومن أجل التعقيم كعلاج لمرض «الهستريا» وكعناصر دراسة بواسطة طلاب الطب من الذكور.

## كتابات أخرى
- Feminists for Animal Rights
- Donovan, Josephine. "Animal Rights and Feminist Theory," Signs, Vol. 15, No. 2 (Winter, 1990), pp. 350–375.
- Kean, Hilda (1995). "The 'Smooth Cool Men of Science': The Feminist and Socialist Response to Vivisection", History Workshop Journal, 40: 16–38.
- Kean, Hilda (1998). Animal Rights: Political and Social Change in Britain since 1800. Reaktion Books.
- Kemmerer, Lisa (2012). Primate People: Saving Nonhuman Primates through Education, Advocacy, and Sanctuary. University of Utah Press.
- Lansbury, Coral (1985). The Old Brown Dog: Women, Workers, and Vivisection in Edwardian England. University of Wisconsin Press.